# 판필롭스카야역
판필롭스카야역(러시아어: Панфиловская)은 모스크바 지하철 모스크바 중앙 순환선의 역이다. 역명은 울리차 판필로바 거리에 있어서 제정된 역명이다. 울리차 판필로바는 제2차 세계 대전 모스크바 공방전의 소련 장군 이반 판필로프의 이름을 따서 지어졌다.

## 역사
판필롭스카야 역은 2016년 11월에 개통되었으며, 본 노선이 개통되었을 때 개통하지 않은 31번째 마지막 역이다. 건설 중 이 역의 역명은 "코덴카"로 정해졌다가  개통 직전 주민들의 요청을 수렴하여 역명을 변경하였다.

## 환승
판필롭스카야 역에서는 700m(2,300ft)의 거리에 위치한 타간스코 크라스노프레스넨스카야 선의 옥탸브리스코예 폴레 역으로 간접 환승을 제공한다.